# Iphiaulax bellicosus
Iphiaulax bellicosus är en stekelart som beskrevs av Cameron 1887. Iphiaulax bellicosus ingår i släktet Iphiaulax och familjen bracksteklar. Inga underarter finns listade i Catalogue of Life.